# The Fabulous Moolah
Mary Lillian Ellison (ur. 22 lipca 1923 w hrabstwie Kershaw, zm. 2 listopada 2007 w Columbii) – amerykańska wrestlerka lepiej znana pod swoim pseudonimem ringowym jako The Fabulous Moolah i założycielka szkoły wrestlingu dla kobiet Lillian Ellison School of Professional Wrestling. Była mistrzynią NWA przez 28 lat z trzema krótkimi przerwami oraz czterokrotną mistrzynią WWF i WWE. Była pierwszą kobietą przyłączoną do galerii sław WWF Hall of Fame i najstarszą osobą, która zdobyła mistrzostwo WWF lub WWE. Jest postacią kontrowersyjną, której zwolennicy uważają ją za pionierkę i popularyzatorkę kobiecego wrestlingu, a przeciwnicy zarzucają wykorzystywanie uczennic, sabotowanie karier innych zawodniczek i stręczycielstwo.

## Młodość i wykształcenie
Mary Lillian Ellison urodziła się 22 lipca 1923 przy alei Tookie Doo w hrabstwie Kershaw w Karolinie Południowej. Gdy Mary Lillian Elison była jeszcze dzieckiem, zmarła jej matka. Aby ją pokrzepić, ojciec zaczął ją zabierać na walki wrestlerskie, co zapoczątkowało jej zainteresowanie rozrywką sportową. Uczęszczała do liceum Columbia High School w Columbii, które ukończyła w wieku 14 lat.

## Kariera wrestlerska

### Początki kariery
Zaczęła uprawiać wrestling w 1948. Była trenowana przez pionierkę kobiecego wrestlingu Mildred Burke i Mae Young. Na początku pracowała pod pseudonimem ringowym Lillian Ellison dla promotora Billy’ego Wolfe’a, który był mężem Burke. Pierwsza udokumentowana walka Ellison miała miejsce 20 lipca 1948 w Helenie w stanie Montana. Od października 1951 pracowała dla promotora Jacka Pfefera. Przyjęła pseudonim Slave Girl Moolah (z ang. Niewolnica Mamona). Jej pseudonim miał być zainspirowany tym, że zapytana przez Pfefera dlaczego walczy, odpowiedziała Dla mamony. W tym okresie była valetem wrestlera Tony’ego Olivasa, pseudonim Elephant Boy, i przez krótki okres Buddy’ego Rogersa.

### Mistrzyni National Wrestling Alliance
W latach 50. zaczęła używać pseudonimu The Fabulous Moolah (z ang. Fantastyczna Mamona). 18 września 1956 w Baltimore w Maryland wygrała walkę Battle Royal o mistrzostwo National Wrestling Alliance World Women’s Championship, w której udział wzięło 13 kobiet. Jako ostatnią Moolah wyeliminowała Judy Grable. Była mistrzynią przez kolejne 28 lat z niedługimi przerwami. Broniła tytułu regularnie. Między 1956, a 1968 stoczyła ponad 75 walk przeciwko Judy Grable, a między 1965, a 1984 ponad 50 walk przeciwko Donnie Christianello. Oprócz tego prowadziła z mężem Buddym Lee szkołę dla wrestlerek o nazwie Lillian Ellison School of Professional i zajmowała się zarządzaniem karierą swoich uczennic, choć później została oskarżona o wykorzystywanie ich. Wytrenowała takie przyszłe gwiazdy żeńskiego wrestlingu, jak Lelian Kai, Judy Martin, Wenoma Littler Heart i Wendi Richter. Kiedy Moolah uznała, że nie jest już tak samo młoda i atrakcyjna jak na początku kariery, zaczęła odgrywać rolę heela,

### World Wrestling Federation/Entertainment
W 1983 sprzedała prawa do sankcjonowania posiadanego przez nią mistrzostwa NWA World Women’s Championship organizacji World Wrestling Federation (WWF) i w ten sposób została pierwszą mistrzynią WWF. Straciła tytuł 23 lipca 1984, przegrywając walkę przeciwko Wendi Richter na gali The Brawl to End It All, emitowanej na żywo w MTV. Jej menedżerem był wówczas Captain Lou Albano, a menedżerką jej przeciwniczki była Cyndi Lauper. W tym czasie Lauper i Albano toczyli ze sobą rywalizację. Po przegranej, Moolah wycofała się z kariery wrestlerskiej i została menedżerką trenowanej przez siebie zawodniczki Leilani Kai. Pomogła swojej protegowanej pokonać mistrzynię kobiet i przejąć tytuł. Richter odzyskała go na gali WrestleMania I. 25 listopada 1985 Moolah wystąpiła jako zamaskowana wrestlerka Spider Lady w Nowym Jorku, gdzie pokonała Wendi Richter i odzyskała mistrzostwo kobiet. Po tym wydarzeniu ogłosiła się królową WWF. Często towarzyszył jej menedżer Bobby Heenan i samozwańczy król WWF Harley Race. Przegrała mistrzostwo 24 lipca 1987, pokonana przez Sherri Martel.
W 1995 została przyłączona do galerii sław WWF Hall of Fame. Jej wprowadzającą była ówczesna mistrzyni kobiet Alundra Blayze. World Wrestling Federation uznało Moolah za prawdziwą pionierkę i największą legendę w historii kobiecego wrestlingu. Moolah była pierwszą kobietą wprowadzoną do WWF Hall of Fame.
Powróciła do czynnego udziału w walkach w 1999 wraz z inną wrestlerką, Mae Young. Od tej pory obie wiekowe kobiety stanowiły przeważnie element komediowy w programach WWF. Ostatni raz Moolah zdobyła mistrzostwo kobiet WWF 17 października 1999. Miała wtedy 76 lat i pokonała ówczesną mistrzynię Ivory. Przegrała jednak tytuł 7 dni później w walce rewanżowej. W 2003 uczciła swoje osiemdziesiąte urodziny, pokonując Victorię w odcinku Raw.
W sumie między 1948, a 2004 stoczyła 1062 udokumentowane walki. Ostatnia miała miejsce 23 września 2004. Fabulous Moolah i Mae Young pokonały Torrie Wilson i Dawn Marie w walce promowanej jako School Girl match.

## Życie prywatne
W wieku 14 lat wyszła za mąż za 21-letniego mężczyznę o imieniu Walter Carroll. W wieku 15 lat urodziła córkę i nadała jej imię Maretta. Kilka miesięcy później rozwiodła się i oddała dziecko przyjaciółce. W czasie całego swojego życia wyszła za mąż i rozwiodła się pięć razy. Jednym z jej mężów był Buddy Lee, z którym wspólnie prowadziła szkołę dla wrestlerek.

## Śmierć

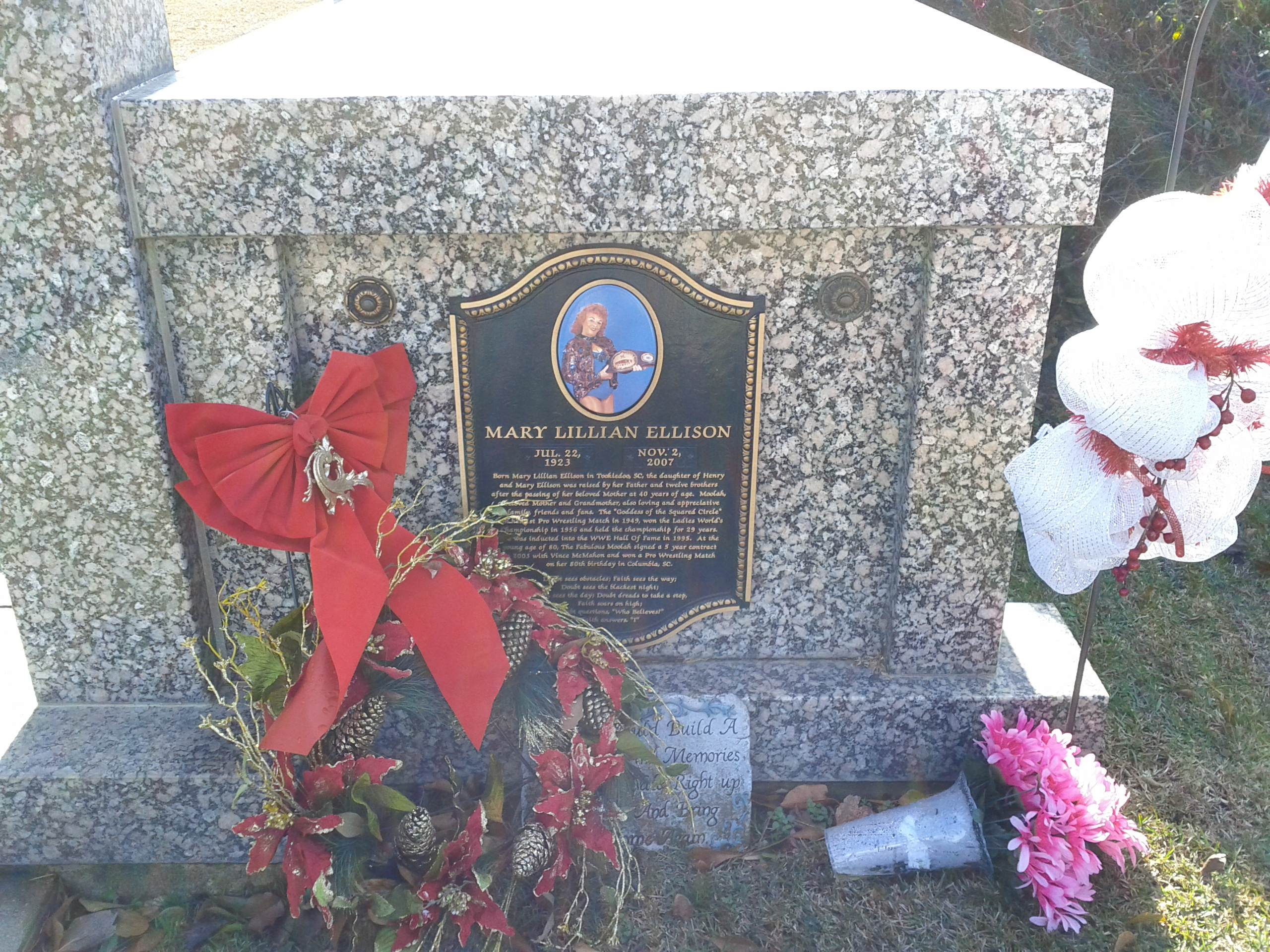
Nagrobek The Fabulous Moola

Zmarła 2 listopada 2007 w Columbii w Karolinie Południowej z powodu zawału mięśnia sercowego. Została pochowana na cmentarzu Greenlawn Memorial Park w Columbii.

## Kontrowresje
Wiele wrestlerek z lat 50. i 60., które trenowały w szkole Fabulous Moolah, oskarżyło ją o nadmierną kontrolę i stręczycielstwo. Nowe uczennice musiały płacić do 1500 dolarów amerykańskich za szkolenie i uiszczać dodatkowe opłaty za sprzęt i czynsz, aby móc mieszkać w barakach o niskim standardzie na osiedlu Moolah. Doprowadzanie ich do zadłużenia miało ułatwić Moolah kontrolę nad ich życiem. Miała współpracować z promotorami w całych Stanach Zjednoczonych i za pieniądze wysyłać im zawodniczki, od których oprócz pojedynczych walk oczekiwano seksu z promotorem. Oskarżenia potwierdziły między innymi Luna Vachon, Mad Maxine i Wendi Richter. Sandy Parker, która była lesbijką, dodała, że Moolah zmuszała ją do umawiania się z mężczyznami i zabraniała chodzić do klubów dla homoseksualistów. Oskarżyła ją także o molestowanie uczennic. Dzieci wrestlerki Sweet Georgia Brown, które nigdy nie poznały swoich ojców, zeznały, że kiedy ich matka pracowała dla Moolah była zmuszana do spania z promotorami, którzy grozili jej pobiciem. Oprócz tego Moolah miała wymagać od wrestlerek całodobowej dyspozycyjności, pobierać od nich ponad 25% pensji wypłacanej przez promotorów i wykorzystując swoje wpływy nie dopuszczać, aby jakakolwiek kobieta stała się bardziej wartościową wrestlerką w przemyśle rozrywkowym, niż ona sama.
Fabulous Moolah była również krytykowana za to, że wykorzystała swoje wpływy, aby spopularyzować tak zwany kobiecy styl wrestlerski, uważany za seksistowski i na niskim poziomie. Przedtem popularne zawodniczki, takie jak Mildred Burke, opierały swój styl na sile i zdolnościach atletycznych, aby móc dorównać mężczyznom. Moolah uczyła w swojej szkole stylu przypominającego szarpaninę, z założenia mającego podkreślać słabość płci kobiecej. Typowe dla kobiecego wrestlingu stało się między innymi ciągnięcie za włosy. Styl opracowany przez Moolah stał się dominującym przez wiele dekad.
Wendi Richter zarzuciła Moolah, że ta pokonała ją i przejęła mistrzostwo kobiet WWF 25 listopada 1985 wbrew ustalonemu wcześniej z Richter scenariuszowi. Na nagraniu z walki widać dezorientację i zaskoczenie Richter, sędziego, a także konferansjerów. Wcześniej Moolah miała spór z dyrektorem generalnym WWF, Vince’em McMahonem o warunki jej kontraktu. Po latach w mediach to wydarzenie zostało nazwane Original Screwjob. Nazwa ta odnosiła się do bardziej znanej kontrowersji w wrestlingu, jakim był Montreal Screwjob.
W 2018 WWE zorganizowało na gali WrestleMania 34 pierwszą coroczną walkę Battle Royal kobiet, która miała nosić imię Fabulous Moolah. Liczni fani wyrazili na Twitterze niezadowolenie z powodu uhonorowania tej wrestlerki, w związku z czym sponsor wydarzenia Snickers wymusił na WWE zmianę nazwy.

## Mistrzostwa i osiągnięcia
- National Wrestling Alliance
  - NWA World Women’s Championship (4 lata)
  - NWA World Women’s Tag Team Championship (2 razy) – z Toni Rose
  - NWA Hall of Fame (2012)
- World Wrestling Federation/Entertainment
  - WWF/WWE Women’s Championship (4 razy)
  - WWE Hall of Fame (1995)[1]
- Professional Wrestling Hall of Fame and Museum
  - Wprowadzony w 2003[3]
- Pro Wrestling Illustrated
  - Stanley Weston Award (1991)[1]